# Hipoglicemia
Hipoglicemia é uma condição em que a taxa de glicose no sangue diminui para valores inferiores ao normal. A condição causa vários sintomas, entre os quais desorientação, dificuldade em falar, estado de confusão, perda de consciência, convulsões ou morte. Podem ainda estar presentes sintomas como fome, sudação em excesso, tremores e fadiga. Geralmente os sintomas manifestam-se de forma súbita. A condição oposta é a hiperglicemia.
A causa mais comum de hipoglicemia são os medicamentos antidiabéticos usados no tratamento da diabetes, como a insulina e as sulfonilureias. O risco é maior em diabéticos que comeram menos do que é habitual ou que ingeriram bebidas alcoólicas. Entre outras possíveis causas estão a insuficiência renal, alguns tumores como o insulinoma, doenças hepáticas, hipotiroidismo, inanição, erro metabólico hereditário, infeções graves, hipoglicemia reativa e uma série de drogas, incluindo álcool. A hipoglicemia pode também ocorrer em bebés de outro modo saudáveis que não tenham comido durante várias horas.
A taxa de glicose no sangue que define a hipoglicemia varia. Em pessoas com diabetes, o diagnóstico corresponde a uma taxa inferior a 3,9 mmol/L (70 mg/dL). Em adultos sem diabetes, o diagnóstico é confirmado quando se verifica simultaneamente sintomas relacionados com a hipoglicemia, baixa glicose no sangue durante os sintomas, e melhoria desses sintomas assim que a taxa regressa ao normal. Quando não se manifestam sintomas, pode ser usado um valor de referência inferior a 2,8 mmol/L (50 mg/dL) em jejum ou após a realização de exercício físico. Em recém-nascidos, uma taxa inferior a 2,2 mmol/L (40 mg/dL), ou inferior a 3,3 mmol/L (60 mg/dL) quando acompanhada de sintomas, indica a presença de hipoglicemia. Os valores de glicose são medidos com análises ao sangue. Entre outros exames que podem ser úteis para determinar a causa estão os valores de insulina e de peptídeos-C no sangue.
Em diabéticos, a prevenção da hipoglicemia consiste em adequar a dieta à quantidade de exercício físico praticado e aos medicamentos usados. Quando as pessoas sentem que a taxa de glicose pode estar a diminuir, recomenda-se o uso de um medidor de glicemia portátil. Como algumas pessoas manifestam poucos sintomas iniciais quando a taxa de glicose diminui, recomenda-se a este grupo que monitorize frequentemente a taxa de glicose. O tratamento consiste em ingerir alimentos ricos em açúcares simples ou na toma de dextrose. Nos casos em que a pessoa não consegue ingerir alimentos pela boca, pode ser necessária uma injeção de glicagina. O tratamento da hipoglicemia sem relação com a diabetes consiste em tratar também o problema subjacente e numa dieta saudável.

## Sinais e sintomas
Os sintomas hipoglicêmicos podem ser divididos naqueles produzidos pelos hormônios contra-regulatórios (adrenalina e glucagon), acionados pelo declínio da glicose, e naqueles produzidos pela redução de açúcar no cérebro.

### Manifestações adrenérgicas (adrenalina)
- Tremores, ansiedade, nervosismo
- Palpitações, taquicardia
- Sudorese, calor
- Palidez, frio, languidez
- Pupilas dilatadas

### Manifestações do glucagon
- Fome, borborigmo ("Ronco" na barriga)
- Náusea, vômito, desconforto abdominal

### Manifestações neuroglicopênicas (pouca glicose no cérebro)
- Atividade mental anormal, prejuízo do julgamento
- Indisposição não específica, ansiedade, alteração no humor, depressão, choro, medo de morrer
- Negativismo, irritabilidade, agressividade, fúria
- Mudança na personalidade, labilidade emocional
- Cansaço, fraqueza, apatia, letargia, sono, sonho diurno
- Confusão, amnésia, tontura, delírio
- Olhar fixo, visão embaçada, visão dupla
- Atos automáticos
- Dificuldade de fala, engolir as palavras
- Ataxia, descoordenação, às vezes confundido com embriaguez
- Déficit motor, paralisia, hemiparesia
- Parestesia, dor de cabeça
- Estupor, coma, respiração difícil
- Convulsão focal ou generalizada

Nem todas as manifestações anteriores ocorrem em casos de hipoglicemia. Não há ordem certa no aparecimento dos sintomas. Manifestações específicas variam de acordo com a idade e com a severidade da hipoglicemia. Em crianças jovens com hipoglicemia matinal, há vômito frequentemente acompanhado de cetose. Em crianças maiores e em adultos, a hipoglicemia moderadamente severa pode parecer mania, distúrbio mental, intoxicação por drogas ou embriaguez. Nos idosos, a hipoglicemia pode produzir efeitos parecidos com uma isquemia focal ou mal-estar sem explicação.
Em recém-nascidos, a "hipoglicemia" pode produzir irritabilidade, agitação, ataque mioclônico, cianose, dificuldade respiratória, episódios de apneia, sudorese, hipotermia, sonolência, hipotonia, recusa a se alimentar e convulsões. Também pode parecer asfixia, hipocalcemia, sepse ou falha cardíaca.
Em ambos, pacientes de longa data ou não, o cérebro pode se habituar a níveis baixos de glicose, com redução dos sintomas perceptíveis em momentos de neuroglicopenia. Diabéticos insulinodependentes chamam a neuroglicopenia incondicionalmente de hipoglicemia, e que é um problema clínico importante quando tenta-se melhorar o controle glicêmico desses pacientes. Outro aspecto desse fenômeno ocorre em glicogenose tipo I, onde a hipoglicemia crônica antes do diagnóstico pode ser mais bem tolerada do que episódios agudos após o início do tratamento.
Quase sempre a hipoglicemia severa a ponto de ocasionar convulsões ou inconsciência pode ser revertida sem danos ao cérebro. Os casos de morte ou dano neurológico permanente que ocorreram com um único episódio envolvem ocorrências conjuntas de inconsciência não tratada ou prolongada, ou interferência na respiração, ou doenças concorrentes severas ou outros tipos de vulnerabilidade. De qualquer maneira, hipoglicemias severas podem eventualmente resultar em morte ou dano cerebral.

## Causas
- Consumo de álcool: é a causa mais frequente
- Jejum: alimentação insuficiente ou que não fornece açúcares e carboidratos em quantidade suficiente; pode se tratar de um problema pontual, mas também nutricional (dieta muito rígida, diagnóstico de anorexia, desnutrição de causas variadas, etc.)
- Esforço físico: o funcionamento dos músculos pode ter consumido a glicose disponível no sangue e o corpo pode não ter tido tempo de liberar suas reservas; é sempre temporário nos indivíduos sadios
- Consumo de medicamento: certos medicamentos podem produzir hipoglicemia; é notavelmente o caso dos medicamentos antidiabéticos, como a insulina e os antidiabéticos orais. Outros medicamentos também podem ser a causa: aspirina, anti-inflamatórios não-esteróides, beta-bloqueadores não-cardiosseletivos, quinidina

Mais raramente, a hipoglicemia pode revelar:
- uma patologia endócrina: hipersecreção de insulina, no caso por exemplo de um insulinoma, tumor secretante do IGF-1;
- antecedentes de gastrectomia (ablação do estômago), patologia mais frequente após o câncer gástrico

## Fisiopatologia
Da mesma forma que a maioria das células de animais, o metabolismo cerebral depende primeiramente de glicose para trabalhar. Em casos de privação de glicose, pode-se conseguir uma quantidade limitada dela armazenada nos astrócitos, mas que é consumida em minutos. De qualquer forma, o cérebro é dependente de fornecimento contínuo de glicose, que difunde do sangue ao tecido intersticial dentro do sistema nervoso central, e aos próprios neurônios.
Por isso, se a quantidade de glicose suprida pelo sangue cai, o cérebro é um dos primeiros órgãos a percebê-lo. Na maioria das pessoas, a eficiência mental parece diminuir quando a glicemia cai abaixo de 65 mg/dL (3,6 mM). Ocorre limitação de ações e de julgamento geralmente quando a glicemia cai abaixo de 40 mg/dL (2,2 mM). Se cair ainda mais, podem ocorrer convulsões. Próxima ou abaixo de 10 mg/dL, a maior parte dos neurônios fica eletricamente desligada, resultando no coma.
A importância de um fornecimento adequado de glicose ao cérebro é clara pelo fato de ocorrerem inúmeras respostas nervosas, hormonais e metabólicas para combater uma hipoglicemia. A maior parte delas é defensiva ou adaptiva: ou tentando aumentar o açúcar no sangue via gliconeogênese e glicogenólise, ou providenciando formas de energia alternativas.

## Diagnóstico
Embora se cite que 70 mg/dL (3.9 mmol/L) seja o limite inferior da glicemia normal, podem definir-se diferentes valores como baixos em diferentes populações, propósitos e circunstâncias. O nível preciso de glicemia considerado baixo o bastante para se definir uma hipoglicemia depende de: (1) método de medição; (2) idade da pessoa; (3) presença ou ausência de sintomas.

### Método de medição
O nível de glicose neste artigo é o de plasma venoso ou em soro, medido por métodos-padrão de glicose oxidase usados em laboratórios. Para finalidades clínicas, tanto o nível no plasma quanto o no soro são similares o bastante para serem intercambiados. O plasma arterial ou em soro são levemente superiores do que os níveis venosos, e os níveis capilares estão entre os arteriais e os venosos. A diferença entre os níveis arterial e venoso é pequena sob jejum, mas é amplificada e pode ser até 20% maior em estado pós-prandial. Por outro lado, os níveis de glicemia totais (por exemplo os medidos por glicosímetros digitais) são cerca de 10-15% menores do que os níveis em plasma venoso. Além disso, os glicosímetros disponíveis garantem apenas exatidões de 15% em relação a valores de laboratórios clínicos.
Dois outros fatores afetam significantemente a medição da glicose. A disparidade entre a concentração venosa e a concentração total é maior quando o hematócrito é alto, como no caso de recém-nascidos. Em segundo, a menos que a amostra tenha sido colocada em um tubo de fluoreto ou processada imediatamente para separar o soro ou plasma das células, a glicose mensurável será gradualmente metabolizada in vitro.

### Diferença devida à faixa etária
Dados estatísticos de crianças e adultos saudáveis mostram que glicemias em jejum abaixo de 60 mg/dL (3,3 mM) ou acima de 100 mg/dL (5,6 mM) são encontradas em menos de 5% da população. Em até 10% dos recém-nascidos e crianças jovens, foram encontrados níveis abaixo de 60 mg/dL depois de jejum noturno. Em outras palavras, muitas pessoas saudáveis podem eventualmente ter níveis glicêmicos na faixa de hipoglicemia sem apresentar sintomas ou distúrbios.
A faixa glicêmica normal de recém-nascidos ainda é motivo de debate. As estatísticas e a experiência revelam níveis de açúcar frequentemente abaixo de 40 mg/dL (2,2 mM) e, mais raramente, abaixo de 30 mg/dL (1,7 mM) em bebês saudáveis de gravidez a termo nos primeiros dias de vida. Foi proposto que os cérebros de recém-nascidos são mais facilmente capazes de usar combustíveis alternativos quando os níveis glicêmicos estão baixos, em relação a adultos. Os especialistas continuam o debate quanto à significância e ao risco desses níveis glicêmicos, embora a tendência seja recomendar a manutenção dos níveis de glicose acima de 60–70 mg/dL (3,3-3,9 mM) após os primeiros dias de vida. Em bebês prematuros, adoecidos ou abaixo do peso é mais comum encontrar baixos níveis de glicose, mas há um consenso de que os açúcares devam ser mantidos ao menos acima de 50 mg/dL (2,8 mM) nestas circunstâncias. Alguns especialistas defendem 70 mg/dL (3,9mM) como um objetivo terapêutico, especialmente em circunstâncias tais como hiperinsulinismo, onde combustíveis alternativos podem ser mais escassos.

### Presença ou ausência de sintomas
Pesquisas mostram que a eficiência mental diminui levemente mas de modo sensível quando a glicemia cai abaixo de 65 mg/dL (3,6 mM), em adultos saudáveis. Os mecanismos de defesa hormonal (adrenalina e glucagon) são ativados assim que a glicemia passa por limiares (cerca de 55 mg/dL ou 3,0 mM para a maioria das pessoas), produzindo tremores e disforia. Por outro lado, não ocorre com frequência um prejuízo de capacidade mental até que a glicemia caia abaixo de 40 mg/dL (2,2 mM), e até 10% da população pode eventualmente ter níveis de glicose abaixo de 65 (3,6) pela manhã sem efeitos aparentes. Os efeitos da hipoglicemia, chamados de neuroglicopenia, é que determinam quando um certo nível glicêmico é realmente um problema ao indivíduo.
É preferível que a pessoa com hipoglicemia use tanto os sintomas quanto os dados numéricos de seu glicosímetro para determinar as medidas a serem tomadas. É fácil notar hipoglicemia quando o valor lido é 50 mg/dL (2,8 mM); porém, um paciente que está com a diabetes descompensada e frequentemente lê valores acima de 200 mg/dL (11,1 mM) pode sentir sintomas de hipoglicemia quando o nível de glicose no sangue chegar a valores "normais" de 90 mg/dL (5,0 mM). Neste caso, a pessoa não apresenta uma hipoglicemia clássica, mas terá alívio de sintomas com o tratamento rotineiro para hipoglicemias. Além disso, quando a glicemia diminui a uma taxa rápida, também podem surgir sintomas de hipoglicemia.
Este critério é por si só complicado de se admitir pelo fato de os sintomas da hipoglicemia serem vagos e poderem ser produzidos por outros motivos; além do que, quando a pessoa passa por níveis baixos de glicemia com recorrência, ela pode perder a sensação de limiar, de forma que pode haver agravamento de seus sintomas (por neuroglicopenia) sem que ela note. Para completar a dificuldade, os glicosímetros são inexatos para baixos valores, o que descredita a sua utilidade nessas horas.

## Tratamento e prevenção
Procure sempre encontrar a causa de uma baixa glicémia. A glicémia diária normal não deverá ser inferior a 90 mg/dl (5 mmol/l). Utilize os testes à glicémia para evitar a hipoglicémia. É particularmente importante testar a glicémia ao deitar. Nenhuma criança diabética deverá deitar-se antes das refeições sem que lhe seja feito o teste da glicémia. Não injete insulina antes duma refeição se o valor for inferior a 90 mg/dl (5 mmol/l). Espere que a criança acabe a refeição e só depois injete insulina

### Reversão da hipoglicemia aguda
O açúcar sanguíneo pode subir ao valor normal em minutos da seguinte forma: consumindo (por conta própria) ou recebendo (por outrem) 10-20 g de carboidrato. Pode ser em forma de alimento ou bebida caso a pessoa esteja consciente e seja capaz de engolir. Essa quantidade de carboidrato está contida nos seguintes alimentos:
- 100-200 mL de sumo de laranja, maçã ou uva
- 120-150 mL de refrigerante comum não dietético
- uma fatia de pão
- quatro biscoitos do tipo cracker
- uma porção de qualquer alimento derivado de amido
- uma colher (sopa) de mel

O amido é rapidamente transformado em glicose, mas a adição de gordura ou proteína retarda a digestão. Os sintomas começam a melhorar em 5 minutos, embora demore 10-20 min até a recuperação completa. O abuso de alimentos não acelera a recuperação e se a pessoa for diabética isto simplesmente causará uma hiperglicemia mais tarde.
Se a pessoa está sofrendo de efeitos severos de hipoglicemia de maneira que não possa (devido a combatividade) ou não deva (devido a convulsões ou inconsciência) ser alimentada, pode-se dar a ela uma infusão intravenosa de glicose ou uma injeção de glucagon..

### Prevenção de próximos episódios
A prevenção depende da causa da hipoglicemia. O risco de novos episódios pode ser frequentemente reduzida pelo abaixamento da dose de insulina ou medicamento, ou pela atenção maior à glicemia durante eventos inesperados, diminuição do ritmo de exercícios físicos ou de ingestão de álcool.
Muitos tipos de disfunções congêneres do metabolismo requerem evitar ou encurtar os intervalos de jejum, ou evitar carboidratos extras. Para distúrbios mais severos, como a glicogenose tipo I, isto pode ser feito pelo consumo de amido de milho de hora em hora ou por infusão gástrica contínua.
Vários tratamentos são usados em caso de hipoglicemia hiperinsulinêmica, dependendo da forma exata e do grau de severidade. Algumas formas de hiperinsulinismo congênito respondem bem ao diazóxido ou octreótido. A remoção cirúrgica da parte hiper-reativa do pâncreas é eficaz com risco mínimo quando o hiperinsulinismo é focal, ou devido a um tumor benigno produtor de insulina. Quando o hiperinsulinismo congênito é difuso ou imune às medicações, a pancreatectomia subtotal pode ser o tratamento de último caso, mas neste caso é menos efetivo e passível de várias complicações.
A hipoglicemia devida a deficiências hormonais como hipopituitarismo ou insuficiência adrenal geralmente cessa quando se administra o hormônio apropriado.
A hipoglicemia devida à síndrome do empachamento (ou Síndrome de dumping no português brasileiro) e outras condições pós-cirúrgicas é mais bem tratada com alteração da dieta. A inclusão de gordura e proteína com carboidratos pode retardar a digestão e reduzir a secreção antecipada de insulina. Alguns desses casos respondem a tratamento com um inibidor de glicosidase, que retarda a digestão de amido.
A hipoglicemia reativa com baixa glicose no açúcar é frequentemente um incômodo previsível, que pode ser evitado pelo consumo de gordura e proteína com carboidratos, pela adição de lanches pela manhã e à tarde e pela redução do consumo de álcool.
A síndrome pós-prandial idiopática sem níveis baixos de glicose no momento dos sintomas pode ser mesmo um desafio de conduta. Muitas pessoas encontram melhorias com a mudança no padrão de alimentação (refeições menores, evitando açúcar em demasia, refeições mistas em detrimento de carboidratos), ou fazendo mudanças no estilo de vida para evitar o estresse, ou diminuindo o consumo de estimulantes como cafeína.